# Mistrzostwa Europy w Lekkoatletyce 2022 – sztafeta 4 × 100 m mężczyzn
Sztafeta 4 × 100 metrów mężczyzn – jedna z konkurencji biegowych rozgrywanych podczas lekkoatletycznych mistrzostw Europy na Stadionie Olimpijskim w Monachium.

## Terminarz
Źródło: european-athletics.com.
| Data        | Godzina |            |
| ----------- | ------- | ---------- |
| 19 sierpnia | 10:00   | Eliminacje |
| 21 sierpnia | 21:12   | Finał      |

## Rekordy
Tabela prezentuje rekord świata, rekord Europy, rekord mistrzostw Europy oraz najlepsze wyniki na listach światowych i eruopejskich w sezonie 2022 przed rozpoczęciem mistrzostw. Źródło: european-athletics.com, worldathletics.org.
|                          | Zawodnik                                                                                  | Wynik | Miejsce | Data                     |
| ------------------------ | ----------------------------------------------------------------------------------------- | ----- | ------- | ------------------------ |
| Rekord świata            | Jamajka · (Nesta Carter, Michael Frater, Yohan Blake, Usain Bolt)                         | 36,84 | Londyn  | 11 sierpnia 2012(dts)    |
| Rekord Europy            | Wielka Brytania · (Adam Gemili, Zharnel Hughes, Richard Kilty, Nethaneel Mitchell-Blake)  | 37,36 | Doha    | 5 października 2019(dts) |
| Rekord mistrzostw Europy | Francja · (Max Morinière, Daniel Sangouma, Jean-Charles Trouabal, Bruno Marie-Rose)       | 37,79 | Split   | 1 września 1990(dts)     |
| Listy światowe           | Kanada · (Aaron Brown, Jerome Blake, Brendon Rodney, Andre De Grasse)                     | 37,48 | Eugene  | 23 lipca 2022(dts)       |
| Listy europejskie        | Wielka Brytania · (Jona Efoloko, Zharnel Hughes, Nethaneel Mitchell-Blake, Reece Prescod) | 37,83 | Eugene  | 22 lipca 2022(dts)       |

## Rezultaty

### Eliminacje
Awans: 3 najlepsze z każdego biegu (Q) oraz 2 z najlepszymi czasami wśród przegranych (q). Źródło: european-athletics.com.
Sztafeta turecka pierwotnie brała udział w drugim biegu eliminacyjnym i nie awansowała do finału. Na skutek złożonego protestu, wystartowali ponownie, w samotnym biegu, uzyskując awans do finału. Protest związany był z przeszkadzaniem sztafety fińskiej, sztafecie tureckiej. 
| Pozycja | Bieg | Tor | Państwo         | Zawodnicy                                                                               | Czas  | Uwagi |
| ------- | ---- | --- | --------------- | --------------------------------------------------------------------------------------- | ----- | ----- |
| 1.      | 2    | 7   | Niemcy          | Kevin Kranz, Joshua Hartmann, Owen Ansah, Lucas Ansah-Peprah                            | 37,97 | Q,    |
| 2.      | 2    | 6   | Francja         | Méba-Mickaël Zézé, Pablo Matéo, Ryan Zeze, Jimmy Vicaut                                 | 38,17 | Q     |
| 3.      | 1    | 5   | Wielka Brytania | Jeremiah Azu, Harry Aikines-Aryeetey, Jona Efoloko, Tommy Ramdhan                       | 38,41 | Q     |
| 4.      | 2    | 4   | Polska          | Dominik Kopeć, Przemysław Słowikowski, Patryk Wykrota, Mateusz Siuda                    | 38,60 | Q,    |
| 5.      | 2    | 5   | Belgia          | Robin Vanderbemden, Ward Merckx, Simon Verherstraeten, Kobe Vleminckx                   | 38,73 | q,    |
| 6.      | 1    | 1   | Holandia        | Elvis Afrifa, Taymir Burnet, Joris van Gool, Raphael Bouju                              | 38,83 | Q     |
| 7.      |      | 3   | Turcja          | Emre Zafer Barnes, Jak Ali Harvey, Kayhan Özer, Ertan Özkan                             | 38,98 | q     |
| 8.      | 2    | 1   | Włochy          | Lorenzo Patta, Hillary Wanderson Polanco Rijo, Matteo Melluzzo, Chituru Ali             | 39,02 |       |
| 9.      | 1    | 7   | Szwajcaria      | Pascal Mancini, Bradley Lestrade, Felix Svensson, Daniel Löhrer                         | 39,03 | Q,    |
| 10.     | 1    | 4   | Grecja          | Konstadinos Zikos, Theodoros Vrontinos, Panayiotis Trivizas, Ioannis Nyfantopoulos      | 39,11 |       |
| 11.     | 1    | 6   | Hiszpania       | Alberto Calero, Pablo Montalvo, Jesús Gómez, Sergio López                               | 39,14 |       |
| 12.     | 2    | 2   | Finlandia       | Santeri Örn, Samuli Samuelsson, Oskari Lehtonen, Samuel Purola                          | 39,37 |       |
| 13.     | 1    | 3   | Czechy          | Zdeněk Stromšík, Jiří Polák, Jan Jirka, David Kolář                                     | 39,41 |       |
| 14.     | 1    | 8   | Ukraina         | Serhij Smełyk, Stanisław Kowałenko, Kyryło Prychodko, Andrij Wasyliew                   | 39,62 | SB    |
| –       | 2    | 8   | Dania           | Rasmus Thornbjerg Klausen, Frederik Schou-Nielsen, Tobias Larsen, Tazana Kamanga-Dyrbak | DNF   |       |
| –       | 1    | 2   | Irlandia        | Israel Olatunde, Mark Smyth, Colin Doyle, Joseph Ojewumi                                | DNF   |       |

### Finał
Źródło: european-athletics.com.
| Pozycja | Tor | Państwo         | Zawodnicy                                                                | Czas  | Uwagi |
| ------- | --- | --------------- | ------------------------------------------------------------------------ | ----- | ----- |
| 01 !    | 4   | Wielka Brytania | Jeremiah Azu, Zharnel Hughes, Jona Efoloko, Nethaneel Mitchell-Blake     | 37,67 | CR    |
| 02 !    | 6   | Francja         | Méba-Mickaël Zézé, Pablo Matéo, Ryan Zeze, Jimmy Vicaut                  | 37,94 | SB    |
| 03 !    | 8   | Polska          | Adrian Brzeziński, Przemysław Słowikowski, Patryk Wykrota, Dominik Kopeć | 38,15 | NR    |
| 4.      | 3   | Holandia        | Elvis Afrifa, Taymir Burnet, Joris van Gool, Raphael Bouju               | 38,25 | SB    |
| 5.      | 7   | Szwajcaria      | Pascal Mancini, Bradley Lestrade, Felix Svensson, William Reais          | 38,36 | NR    |
| 6.      | 2   | Belgia          | Robin Vanderbemden, Ward Merckx, Jordan Paquot, Kobe Vleminckx           | 39,01 |       |
| 7.      | 1   | Turcja          | Emre Zafer Barnes, Jak Ali Harvey, Kayhan Özer, Ertan Özkan              | 39,20 |       |
| –       | 5   | Niemcy          | Kevin Kranz, Joshua Hartmann, Owen Ansah, Lucas Ansah-Peprah             | DNF   |       |